# Sunyani
Sunyani miasto w Ghanie, jest zarówno stolicą dystryktu Sunyani jak i regionu Brong Ahafo.
Szacunkowa populacja z roku 2005 to 80.245 mieszkańców, z tempem wzrostu 3.4% rocznie.

## Historia
Sunyani otoczone jest zalesioną, południową częścią Wyżyny Aszanti, miasto powstało jako obóz dla myśliwych polujących na słonie w XIX stuleciu. Nazwa Sunyani pochodzi od słowa Osono czyli słoń. W roku 1924 kolonialny rząd brytyjski wyznaczył Sunyani na siedzibę dystryktu. Po wybudowaniu drogi łączącej Sunyani i Kumasi, Sunyani stało się ważnym ośrodkiem dystrybucji kakao, orzechów koli oraz głównym źródłem dostaw żywności jak kukurydza i ignam.

## Edukacja i handel
Dzisiaj Sunyani jest siedzibą zarówno rządu regionalnego jak i Sądu Najwyższego oraz innych instytucji takich jak: dwie politechniki, College Odnawialnych Zasobów Narodowych i uniwersytet katolicki. W granicach miasta i jego przedmieść znajduje się też kilka najlepszych szkół podstawowych i średnich.
Miasto jest wyposażone w nowoczesne obiekty komunikacji jak linie telefoniczne i faksowe, automaty telefoniczne, telefony komórkowe, internet i usługi e-mail. Dodatkowo poczty dostępne są w formie urzędu pocztowego, jak również pośpieszne serwisy pocztowe zapewniane przez EMS (ekspresowe usługi pocztowe, ang. Express Mail Service), DHL i FedEx.
Miasto ma kilka instytucji finansowych jak Bank of Ghana, Ghana Commercial Bank, Barclays Bank, Society Security Bank, Agricultural Development Bank i National Investment Bank, sześć wiejskich banków, kilka spółdzielni kredytowych oraz instytucje asekuracji, uzupełniające finansowe zabezpieczenie usług miasta.
Miasto ma też trzy szpitale, wśród nich Sunyani General Hospital otwarty w roku 2003. Działa tam również osiem klinik i trzy domy położnicze.
Więzienie jest w stanie pomieścić w przybliżeniu 719 więźniów.

## Turystyka

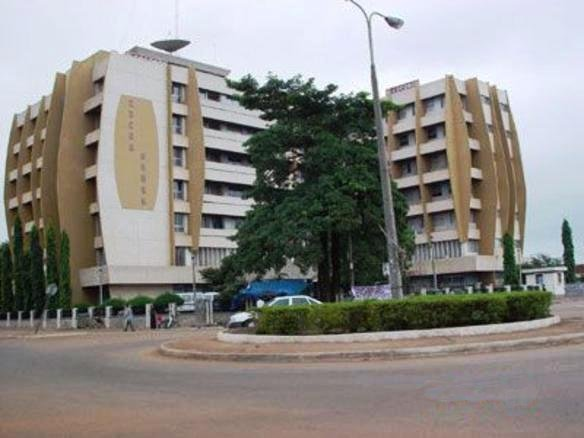
Sunyani, Cocoa House

Lotnisko Sunyani otwarto 13 lipca 1974. Jednak z powodu zbyt krótkiego pasa startowego, lotnisko nie może przyjmować samolotów średniego zasięgu i na ogół przewozi tylko pasażerów do Kumasi, Akry i Takoradi. Sunyani oddalone jest o siedem godzin jazdy od Akry, z którą połączone jest drogą pierwszej kategorii. Pomimo braku udogodnień, coraz więcej turystów przyciąganych pięknymi okolicami otaczającymi miasto przyjeżdża do Sunyani. Goście mogą skorzystać z trzech 3 gwiazdkowych hoteli i schronisk.
Wśród atrakcji centrum handlowego jest wysoki, dominujący nad miastem budynek Cocoa House, w którym zlokalizowane są biura kilku regionalnych spółek, dwu stacji radiowych i licznych butików. Innymi ciekawymi budynkami w Sunyani są katedra rzymskokatolicka, Kościół Świętego Serca i budynek Cocobod. Ponadto niedaleko od miasta znajdują się wodospady Kintampo i rezerwat przyrody Fiema-Boabeng Monkey Sanctuary.